# Galatheanthemum
Galatheanthemum is een geslacht van zeeanemonen uit de klasse van de Anthozoa (bloemdieren).

## Soorten
- Galatheanthemum hadale Carlgren, 1956
- Galatheanthemum profundale Carlgren, 1956